# Неа Плагия
Неа Плагия или Нея Плая (на гръцки: Νέα Πλάγια) е село в Егейска Македония, Гърция, в дем Неа Пропонтида, административна област Централна Македония. Неа Плагия има население от 1249 души (2001).

## География
Неа Плагия е разположено в югозападния край на Халкидическия полуостров, на брега на Солунския залив. Неа Плагия на практика е слято с Флогита.

## История
Районът е обитаван от праисторически времена, както се вижда от селищната могила край Неа Плагия. Селото е основано в 1922 година от бежанци от тракийското село Плагия (Тепеджик). Основният поминък на жителите е селското стопанство и туризмът. Произвеждат се предимно градински култури. Историческите забележителности на селището включват двусводестия Карамански мост от XVIII век, който се намира на пътя към Неа Тенедос.